# دائرة كلميمة
دائرة كلميمة هي إحدى دوائر إقليم الرشيدية، التابع لجهة درعة تافيلالت، المملكة المغربية. تضم الدائرة 8 جماعات قروية، وبلغ عدد سكانها 89996 فرداً سنة 2004 حسب الإحصاء الرسمي للسكان والسكنى. يتبع للدائرة 30 مشيخة و150 دوار.

## التقسيمات الإداريّة
تعتبر دائرة كلميمة إحدى الدوائر المشكّلة لإقليم الرشيدية، وهو التقسيم الإداري من المستوى الرابع المعتمد في المغرب. ينقسم إقليم الرشيدية إلى 22 جماعات قروية تختلف من حيث السكان والمساحة، والتي بدورها تنقسم إلى مشيخات تضم عدداً من الدواوير.